# Seznam dílů seriálu Milo a Murphyho zákon
Toto je seznam dílů seriálu Milo a Murphyho zákon. Americký animovaný televizní seriál Milo a Murphyho zákon měl premiéru 3. října 2016 na stanici Disney XD.

## Přehled řad
| Řada | Díly | Premiéra v USA | Premiéra v USA   | Premiéra v ČR (ČT :D) | Premiéra v ČR (ČT :D) | Premiéra v ČR   | Premiéra v ČR   |
| Řada | Díly | První díl      | Poslední díl     | První díl             | Poslední díl          | První díl       | Poslední díl    |
| ---- | ---- | -------------- | ---------------- | --------------------- | --------------------- | --------------- | --------------- |
| 1    | 20   | 3. října 2016  | 2. prosince 2017 | 2. září 2020          | 22. září 2020         | 13. května 2017 | 10. března 2018 |
| 2    | 20   | 5. ledna 2019  | 18. května 2019  | 23. září 2020         | 12. října 2020        | 1. března 2021  | 25. března 2021 |

## Seznam dílů

### První řada (2016–2017)
| Č. v seriálu | Č. v řadě | Původní název                                     | Český název                                   | Režie                                     | Scénář                                                                                    | Premiéra v USA                 | Premiéra v ČR                                         | Prod. kód |
| ------------ | --------- | ------------------------------------------------- | --------------------------------------------- | ----------------------------------------- | ----------------------------------------------------------------------------------------- | ------------------------------ | ----------------------------------------------------- | --------- |
| 1            | 1         | Going the Extra MiloThe Undergrounders            | Sázky a závodyPodzemňáci                      | Dan Povenmire a Robert F. HughesBob Bowen | námět: Dan Povenmire a Jeff "Swampy" Marsh scénář: Dan Povenmire a Kyle Menke Dani Vetere | 3. října 201610. října 2016    | 13. května 2017                                       | 101       |
| 2            | 2         | Rooting for the EnemySunny Side Up                | Fandění nepříteliSázená vejce                 | Robert F. Hughes                          | Scott PetersonDan Povenmire a Kyle Menke                                                  | 10. října 20163. října 2016    | 14. května 2017                                       | 102       |
| 3            | 3         | The Doctor Zone FilesThe Note                     | Případy doktora ZonaOmluvenka                 | Bob BowenRobert F. Hughes                 | Joshua Pruettnámět: Scott Peterson scénář: Jim Bernstein                                  | 17. října 2016                 | 20. července 2017                                     | 103       |
| 4            | 4         | Party of PerilSmooth Opera-tor                    | Riskantní oslavaOperace: Zábava               | Bob BowenRobert F. Hughes                 | Martin OlsonDani Vetere                                                                   | 26. října 2016                 | 21. května 2017                                       | 104       |
| 5            | 5         | Worked DayThe Wilder West                         | Vytěžený denDivočejší západ                   | Robert F. HughesBob Bowen                 | Joshua PruettDani Vetere                                                                  | 27. října 2016                 | 27. května 2017                                       | 105       |
| 6            | 6         | Family VacationMurphy's Lard                      | Rodinná dovolenáMurphyho sádlo                | Bob BowenRobert F. Hughes                 | Joshua PruettMartin Olson                                                                 | 6. března 20177. března 2017   | 28. května 2017                                       | 106       |
| 7            | 7         | Secrets and PiesAthledecamathalon                 | Dávná tajemstvíAtledesematikon                | Robert F. HughesBob Bowen                 | Joshua PruettJim Bernstein                                                                | 8. března 20179. března 2017   | 3. června 2017                                        | 107       |
| 8            | 8         | The SubstituteTime Out                            | Suplující učitelkaOddechový čas               | Robert F. Hughes                          | Jim BernsteinScott Peterson                                                               | 13. března 201714. března 2017 | 4. června 2017                                        | 108       |
| 9            | 9         | We're Going to the ZooSchool Dance                | Jdeme do ZooŠkolní ples                       | Bob Bowen                                 | Martin OlsonDani Vetere                                                                   | 15. března 201716. března 2017 | 10. června 2017                                       | 109       |
| 10           | 10        | Battle of the BandsThe Math Book                  | Klání kapelZapomenutá učenice                 | Bob Bowen                                 | Dani Vetere                                                                               | 20. března 201721. března 2017 | 11. června 2017                                       | 110       |
| 11           | 11        | The Little Engine That Couldn'tThe Llama Incident | Malý vůz, který nemohlLamí incident           | Robert F. Hughes                          | Joshua PruettDani Vetere, Jim Bernstein a Martin Olson                                    | 22. března 201723. března 2017 | 20. ledna 2018                                        | 111       |
| 12           | 12        | Missing Milo                                      | Hledá se Milo                                 | Bob Bowen a Robert F. Hughes              | Scott Peterson a Joshua Pruett                                                            | 22. června 2017                | 6. ledna 2018 (první část)13. ledna 2018 (druhá část) | 113 - 114 |
| 13           | 13        | Star StruckDisaster of My Dreams                  | Hvězdný idolKatastrofa mých snů               | Robert F. HughesBob Bowen                 | Jim BernsteinMartin Olson                                                                 | 25. září 2017                  | 27. ledna 2018                                        | 112       |
| 14           | 14        | A Clockwork OriginPerchance to Sleepwalk          | Mechanický počátekNáhodně náměsíčný           | Bob BowenRobert F. Hughes                 | Jim BernsteinMartin Olson a Scott Peterson                                                | 26. září 2017                  | 3. února 2018                                         | 115       |
| 15           | 15        | Some Like It YachtBackward to School Night        | Někdo to rád jachtařskéNa noc zpátky do školy | Robert F. HughesBob Bowen                 | Joshua PruettScott Peterson                                                               | 27. září 2017                  | 10. února 2018                                        | 117       |
| 16           | 16        | World Without MiloThe Race                        | Svět bez MilaBěh                              | Bob Bowen                                 | Dani Vetere                                                                               | 28. září 2017                  | 24. února 2018                                        | 118       |
| 17           | 17        | Love TobogganThe Island of Lost Dakotas           | Tobogán láskyOstrov ztracených Dakotů         | Bob Bowen                                 | Dani Vetere                                                                               | 29. září 2017                  | 3. března 2018                                        | 120       |
| 18           | 18        | Fungus Among Us                                   | Podezřelí mezi námi                           | Robert F. Hughes                          | Scott Peterson a Joshua Pruett                                                            | 30. září 2017                  | 10. března 2018                                       | 121       |
| 19           | 19        | Milo's Halloween Scream-a-Torium!                 | Halloweenské strašidárium Mila Murphyho       | Robert F. Hughes                          | Jim Bernstein, Martin Olson, Scott Peterson, Joshua Pruett a Dani Vetere                  | 7. října 2017                  | 29. března 2019                                       | 119       |
| 20           | 20        | A Christmas Peril                                 | Vánoce v ohrožení                             | Bob Bowen                                 | Joshua Pruett a Dani Vetere                                                               | 2. prosince 2017               | 4. prosince 2017                                      | 116       |

### Druhá řada (2019)
Dne 28. února 2017 byl seriál prodloužen o druhou řadu.
Dne 21. července 2017 byl oznámen crossover speciál mezi seriály Milo a Murphyho zákon a Phineas a Ferb.
- V dílu "Fungus Among Us" se objevil Dr. Heinz Dutošvarc, hlavní záporák seriálu.

| Č. v seriálu | Č. v řadě | Původní název                                                                                    | Český název                                     | Režie                         | Scénář | Premiéra v USA  | Premiéra v ČR   | Prod. kód |
| ------------ | --------- | ------------------------------------------------------------------------------------------------ | ----------------------------------------------- | ----------------------------- | --- | --------------- | --------------- | --------- |
| 21           | 1         | The Phineas and Ferb Effect                                                                      | Phineasův a Ferbův efekt                        | Bob Bowen a Robert F. Hughes  | námět: Jim Bernstein, Martin Olson, Scott Peterson, Joshua Pruett a Dani Vetere scénář: Jim Bernstein, Martin Olson, Scott Peterson a Joshua Pruett | 5. ledna 2019   | 1. března 2021  | 201       |
| 22           | 2         | Snow Way OutTeacher Feature                                                                      | Neovladatelný sníhV hlavní roli učitelka        | Robert F. HughesBob Bowen     | Martin Olson a Scott PetersonScott Peterson | 12. ledna 2019  | 2. března 2021  |           |
| 23           | 3         | Picture DayAgee Ientee Diogee                                                                    | FoceníTajný agent Diogee                        | Robert F. Hughes              | Valerie Breiman a Marja AdrianceJim Bernstein | 19. ledna 2019  | 3. března 2021  |           |
| 24           | 4         | Game NightPace Makes Waste                                                                       | Herní večerPlýtvání bezpečností                 | Robert F. HughesBob Bowen     | Joshua PruettJim Bernstein | 26. ledna 2019  | 4. března 2021  | 204       |
| 25           | 5         | Cake 'SplosionLady Krillers                                                                      | Dort xplozeKrillhunterky                        | Robert F. Hughesbude oznámeno | Valerie Breiman a Marja Adriancebude oznámeno | 2. února 2019   | bude oznámeno   |           |
| 26           | 6         | Doof's Day OutDisco Do-Over                                                                      | Švarcův den venkuDisco návrat                   | Robert F. HughesBob Bowen     | Valerie Breiman a Marja Adriance | 9. února 2019   | 5. března 2021  |           |
| 27           | 7         | The Ticking ClockManaging Murphy's Law                                                           | Závod s časemMenežment Murphyho zákona          | Robert F. HughesBob Bowen     | Jim BernsteinJoshua Pruett | 16. února 2019  | 8. března 2021  | 207       |
| 28           | 8         | Milo's ShadowSick Day                                                                            | Milův stínNemocný                               | Robert F. HughesBob Bowen     | Martin OlsonValerie Breiman a Marja Adriance | 23. února 2019  | 9. března 2021  | 209       |
| 29           | 9         | Field of ScreamsSpy Little Sister!                                                               | Pole plné křikuMalá špiónka                     | Robert F. HughesBob Bowen     | Scott PetersonJoshua Pruett | 2. března 2019  | 10. března 2021 |           |
| 30           | 10        | Dog Walker, Runner, ScreamerNow I Am a Murphy                                                    | Venčení psů, utíkání a křikTeď jsem Murphy      | Robert F. HughesBob Bowen     | námět: Joshua Pruett a Dani Vetere scénář: Joshua Pruett Joshua Pruett                                                                              | 9. března 2019  | 11. března 2021 |           |
| 31           | 11        | FreefallMilo's World                                                                             | Volný pádMilův svět                             | Robert F. HughesBob Bowen     | námět: Joshua Pruett a Dani Vetere scénář: Joshua Pruett Joshua Pruett                                                                              | 16. března 2019 | 12. března 2021 |           |
| 32           | 12        | Abducting Murphy's Law                                                                           | Únos Murphyho Zákona                            | bude oznámeno                 | bude oznámeno | 23. března 2019 | 15. března 2021 | 212       |
| 33           | 13        | The Goulash LegacyThe Dog Who Knew Too Much                                                      | Gulášův odkazPes který věděl příliš mnoho       | bude oznámeno                 | bude oznámeno | 30. března 2019 | 16. března 2021 |           |
| 34           | 14        | Adventure BuddiesRide Along Little Doggie                                                        | Přátelé na dobrodružstvíPřidej se k nám pejsku  | bude oznámeno                 | bude oznámeno | 6. dubna 2019   | 17. března 2021 |           |
| 35           | 15        | Look At This ShipCast Party                                                                      | Podívej se na tu loďPřátel párty                | bude oznámeno                 | bude oznámeno | 13. dubna 2019  | 18. března 2021 |           |
| 36           | 16        | Safety FirstCavendish Unleashed                                                                  | Bezpečnost předevšímCavendish utržený ze řetězu | bude oznámeno                 | bude oznámeno | 20. dubna 2019  | 19. března 2021 |           |
| 37           | 17        | First ImpressionsThe Speech and Debate League of Death and Destruction Cross Town Explosion Even | bude oznámeno                                   | bude oznámeno                 | bude oznámeno | 27. dubna 2019  | 22. března 2021 | 217       |
| 38           | 18        | The Mid-Afternoon Snack ClubParks and Wreck                                                      | Po školeParky a vraky                           | bude oznámeno                 | bude oznámeno | 4. května 2019  | 23. března 2021 |           |
| 39           | 19        | EscapeMilo in Space                                                                              | ÚnikMio ve vesmíru                              | bude oznámeno                 | bude oznámeno | 11. května 2019 | 24. března 2021 |           |
| 40           | 20        | Sphere and Loathing in Outer Space                                                               | Sféra Pohrom a někde ve vesmíru směr: Hnus      | bude oznámeno                 | bude oznámeno | 18. května 2019 | 25. března 2021 | 220       |